# Batalla del 2 de abril de 1867 (pintura de José Cusachs)
Batalla del 2 de abril de 1867, es una obra del pintor y militar catalán José Cusachs, realizada en 1902.
En esta obra, el pintor retrató el momento crucial de la batalla acontecida en abril de 1867. Se observa a Porfirio Díaz montado a caballo en el campo como figura central de la pintura, en un momento en que el enfrentamiento casi culminaba. El general se encuentra dando órdenes a sus tropas, que marchan a la ciudad de Puebla. A un costado se encuentran las tropas ondeando la bandera de la república.